# 赫雷希科韋
赫雷希科韋（烏克蘭語：Хрещикове）是烏克蘭東北部的舊村，曾經由蘇梅州的中布達區負責管轄，處於斯維加河畔，距離盧赫1.5公里，1988年該城鎮人口20。